# Neocinnamomum mekongense
Neocinnamomum mekongense är en lagerväxtart som först beskrevs av Hand.-mazz., och fick sitt nu gällande namn av André Joseph Guillaume Henri Kostermans. Neocinnamomum mekongense ingår i släktet Neocinnamomum och familjen lagerväxter. Inga underarter finns listade i Catalogue of Life.